# آنتونیو جوویناتزی
آنتونیو جوویناتزی (انگلیسی: Antonio Giovinazzi؛ زادهٔ ۱۴ دسامبر ۱۹۹۳ در مارتینا فرانکا) رانندهٔ مسابقات اتومبیل‌رانی اهل ایتالیا است که به‌عنوان رانندهٔ ذخیره تیم اسکودریا فراری در مسابقات فرمول یک شرکت می‌کند. او در سال ۲۰۱۷ به‌عنوان رانندهٔ سوم و رانندهٔ ذخیرهٔ تیم اسکودریا فراری انتخاب شد. او اولین حضور رقابتی خود در مسابقات فرمول یک را در سال ۲۰۱۷ و در جایزه بزرگ استرالیا ۲۰۱۷ با تیم سائوبر به‌عنوان جایگزین رانندهٔ مصدوم، پاسکال ورلاین تجربه کرد. او همچنین درگراند پری بعدی، یعنی جایزه بزرگ چین نیز با توجه به ادامهٔ روند احیای ورلاین، به‌عنوان جایگزین او در مسابقه شرکت کرد. جوویناتزی در فصل ۲۰۱۹ به‌عنوان رانندهٔ تمام‌وقت با تیم آلفا رومئو ریسینگ قراردادی را به امضا رساند.

## نتایج کامل در مسابقات جهانی فرمول یک
(کلید) (مسابقه‌هایی که به‌صورت پررنگ نوشته شده‌اند، نشانگر پول پوزیشن، و مسابقه‌هایی که به‌صورت ایتالیک نوشته شده‌اند نشانگر سریع‌ترین دور هستند)
| سال  | شرکت‌کننده                      | شاسی                   | موتور                       | ۱           | ۲        | ۳      | ۴            | ۵          | ۶         | ۷         | ۸         | ۹        | ۱۰            | ۱۱            | ۱۲            | ۱۳        | ۱۴           | ۱۵         | ۱۶         | ۱۷     | ۱۸         | ۱۹         | ۲۰          | ۲۱          | قهرمانی رانندگان | امتیاز |
| ---- | ------------------------------ | ---------------------- | --------------------------- | ----------- | -------- | ------ | ------------ | ---------- | --------- | --------- | --------- | -------- | ------------- | ------------- | ------------- | --------- | ------------ | ---------- | ---------- | ------ | ---------- | ---------- | ----------- | ----------- | ---------------- | ------ |
| ۲۰۱۷ | تیم فرمول یک سائوبر            | سائوبر سی۳۶            | فراری ۰۶۱ ۱٫۶ وی۶ توربو     | استرالیا ۱۲ | چین ب.   | بحرین  | روسیه        | اسپانیا    | موناکو    | کانادا    | آذربایجان | اتریش    |               |               |               |           |              |            |            |        |            |            |             |             | بیست و دوم       | ۰      |
| ۲۰۱۷ | تیم فرمول یک هاس               | هاس وی‌اف-۱۷            | فراری ۰۶۲ ۱٫۶ وی۶ توربو     |             |          |        |              |            |           |           |           |          | بریتانیا ر.آ. | مجارستان ر.آ. | بلژیک         | ایتالیا   | سنگاپور ر.آ. | مالزی ر.آ. | ژاپن       | آمریکا | مکزیک ر.آ. | برزیل ر.آ. | ابوظبی ر.آ. |             | بیست و دوم       | ۰      |
| ۲۰۱۸ | تیم فرمول یک آلفا رومئو سائوبر | سائوبر سی۳۷            | فراری ۰۶۲ اوو ۱٫۶ وی۶ توربو | استرالیا    | بحرین    | چین    | آذربایجان    | اسپانیا    | موناکو    | کانادا    | فرانسه    | اتریش    | بریتانیا      | آلمان ر.آ.    | مجارستان ر.آ. | بلژیک     | ایتالیا      | سنگاپور    | روسیه ر.آ. | ژاپن   | آمریکا     | مکزیک ر.آ. | برزیل ر.آ.  | ابوظبی ر.آ. | –                | –      |
| ۲۰۱۹ | آلفا رومئو ریسینگ              | آلفا رومئو ریسینگ سی۳۸ | فراری ۰۶۴ ۱٫۶ وی۶ توربو     | استرالیا ۱۵ | بحرین ۱۱ | چین ۱۵ | آذربایجان ۱۲ | اسپانیا ۱۶ | موناکو ۱۹ | کانادا ۱۳ | فرانسه ۱۶ | اتریش ۱۰ | بریتانیا ب.   | آلمان ۱۳      | مجارستان ۱۸   | بلژیک ۱۸† | ایتالیا ۹    | سنگاپور ۱۰ | روسیه      | ژاپن   | مکزیک      | آمریکا     | برزیل       | ابوظبی      | هجدهم*           | ۴*     |

† مسابقه را به پایان نرسانده، اما از آنجا که راننده بیش از ۹۰٪ از مسافت کل مسابقه را طی کرده است، در رده‌بندی رانندگان قرار گرفته است.

* فصل هنوز در جریان است.